# Santiago Suárez (actor)
Luis Santiago Suárez Nava (Chiclayo, 2 de mayo de 1991) es un actor de cine y televisión peruano, conocido principalmente por interpretar al personaje estelar de Beto Ganoza en la serie de televisión cómica peruana De vuelta al barrio, y por ser el presentador del programa Domingos de fiesta de TV Perú durante los años 2023 y 2024.

## Trayectoria
Suárez se formó como actor en la Escuela D'Art y la Asociación Cultural Aranwa.
Comenzó su carrera artística participando en comerciales de televisión.[cita requerida]  Pero no fue hasta el año 2012, debutando en la actuación a los 21 años con la obra musical Peter Pan, donde interpretaba a uno de los piratas del capitán Garfio en el Teatro Canout.
Además, en ese año participó en el casting de la productora Tondero para una nueva película que estaba por estrenarse, siendo más tarde titulada Asu mare al año siguiente. En la trama, interpreta al actor y comediante Carlos Alcántara en su etapa de adolescencia, obteniendo una participación especial.
Años después, Suárez alcanzó al estrellato al incorporarse al elenco de la serie de televisión De vuelta al barrio en 2017, asumiendo el papel estelar del chico universitario Beto Ganoza, el hijo biológico de la ama de casa Fanny Chuquisengo y adoptivo de los exesposos Malena Ugarte y Edmundo Ganoza hasta el capítulo final en 2021. Seguidamente, protagonizó junto a la actriz Danna Ben Haim el videoclip Beto y Elena en 2019, retomando el rol de De vuelta al barrio.
Tras haber interpretado otros papeles en la televisión, en el cine participó en la película Recontraloca como Nicolás en 2019 y la secuela Si, mi amor en el papel de Checo en 2020.[cita requerida] Participó en la adaptación local de Fuenteovejuna en 2018, y protagonizó junto a Joaquín Escobar y Carla Arriola en la obra web ¡A ver un aplauso! en 2020.
En octubre de 2022, comienza a participar en el reality de baile El gran show quedando finalmente en el segundo lugar en diciembre tras dos meses de competencia, superado por el también actor y modelo Gino Pesaressi. Al año siguiente, Suárez asume el protagónico del musical peruano La esquina de la cumbia junto a la actriz Greta Martson. En la obra, interpreta a Fernando, un joven que busca lograr sus sueños de ser cantante.
Al año siguiente, asume la conducción del programa musical Domingos de fiesta para el canal estatal TV Perú, compartiendo el rol junto a la cantante salsera María Grazia Polanco. Previo a ello, se suma al reparto principal de la telenovela Perdóname, interpretando a Toño Rosales.
En el año 2024, fue anunciado como participante del programa culinario El gran chef famosos, contando con otras celebridades locales. Previo a ello, participó brevemente en el reality show Esto es guerra ese año.

## Vida personal
Nacido en Chiclayo el 2 de mayo de 1991, es proveniente de una familia de clase media. Desde sus primeros años, mostró su interés en el arte, destacando en diferentes oficios como músico, malabarista y animador infantil.
Durante los años 2017 y 2024, contrajo un relación sentimental con la actriz Raysa Ortiz, con quién protagonizó en el musical La esquina de la cumbia.
En el año 2024, fue denunciado por el delito de abuso sexual por una ciudadana estadounidense. Fue intervenido por la Policía Nacional del Perú para declarar la verdad de los hechos, afirmando que es una «denuncia falsa» en su contra, dicho escándalo le costó su trabajo en TV Perú y su desaparición de la vida pública hasta la fecha.

## Filmografía

### Televisión
| Año       | Título                                  | Rol                                                            | Notas                                       | Emisión            | Ref.             |
| --------- | --------------------------------------- | -------------------------------------------------------------- | ------------------------------------------- | ------------------ | ---------------- |
| 2013      | Confesiones, historias de la vida misma | Varios roles                                                   | Reparto principal                           | Frecuencia Latina  | [ 1 ]            |
| 2014      | Yo perdí el corazón                     | Amigo de Lucía                                                 | Reparto principal                           | América Televisión | [ 1 ]            |
| 2016      | Mujercitas                              | «El Depredador»                                                | Antagonista secundario (Primeros capítulos) | América Televisión | [cita requerida] |
| 2017-2021 | De vuelta al barrio                     | Luis Alberto Ganoza Ugarte / Luis Alberto Chuquisengo / «Beto» | Reparto principal                           | América Televisión | [ 8 ]            |
| 2019      | De vuelta al barrio                     | Alfonso Chuquisengo / «Pocho»                                  | Participación especial                      | América Televisión | [ 24 ]           |
| 2022      | El gran show                            | Él mismo                                                       | Participante (Segundo puesto)               | América Televisión | [ 25 ]           |
| 2023      | Perdóname                               | Antonio «Toño» Rosales                                         | Antagonista reformado                       | América Televisión | [ 17 ]           |
| 2023-2024 | Domingos de fiesta                      | Él mismo                                                       | Copresentador                               | TV Perú            | [ 3 ]            |
| 2024      | Esto es guerra                          | Él mismo                                                       | Competidor                                  | América Televisión | [ 20 ]           |
| 2024      | Los otros Concha                        | Güido Soto Vargas (impostor)                                   | Reparto recurrente                          | América Televisión | [cita requerida] |
| 2024      | El gran chef famosos                    | Él mismo                                                       | Participante (temporada 8)                  | Latina Televisión  | [ 18 ]           |
| 2025      | La rosa de Guadalupe Perú               | Harrison                                                       | Episodio: «Amar cuesta arriba»              | América Televisión | [cita requerida] |

### Cine
| Año  | Título                      | Rol                                                | Notas                  | Ref.             |
| ---- | --------------------------- | -------------------------------------------------- | ---------------------- | ---------------- |
| 2013 | Asu mare                    | Carlos Alberto Álcantara Vilar / «Cachín» de joven | Participación especial | [ 7 ] [ 6 ]      |
| 2014 | Perro guardián              |                                                    | Reparto secundario     | [cita requerida] |
| 2014 | El elefante desaparecido    |                                                    | Reparto principal      | [cita requerida] |
| 2016 | El soñador                  |                                                    | Reparto principal      | [cita requerida] |
| 2019 | Recontraloca                | Nicolás                                            | Reparto principal      | [ 26 ]           |
| 2020 | Sí, mi amor                 | «Checo»                                            | Reparto principal      | [cita requerida] |
| 2022 | ¿Nos casamos? Sí, mi amor   | «Checo»                                            | Reparto principal      | [ 27 ]           |
| 2022 | Encintados                  | Yeison                                             | Reparto principal      | [ 28 ]           |
| 2023 | Prohibido salir             | Augusto                                            | Reparto principal      | [cita requerida] |
| 2024 | ¿Ahora somos 3? Sí, mi amor | «Checo»                                            | Reparto principal      | [cita requerida] |

### Teatro
| Año  | Título                              | Rol                                   | Notas                 | Ref.             |
| ---- | ----------------------------------- | ------------------------------------- | --------------------- | ---------------- |
| 2012 | Peter Pan, el musical               | Uno de los piratas del capitán Garfio | Antagonista principal | [ 5 ]            |
| 2015 | 1968: Historia en Soul              |                                       | Coprotagonista        | [ 1 ]            |
| 2015 | Fuenteovejuna                       |                                       | Reparto principal     | [ 1 ]            |
| 2016 | Huracán                             | Alumno de escuela                     | Protagonista          | [ 29 ]           |
| 2016 | Moby Dick                           |                                       | Reparto principal     | [cita requerida] |
| 2018 | Frankestein: Jugando con fuego      |                                       | Reparto principal     | [ 30 ]           |
| 2020 | Des-encuentros                      |                                       | Reparto principal     | [ 31 ]           |
| 2020 | ¡A ver un aplauso!                  | Payaso                                | Protagonista          | [ 11 ]           |
| 2023 | La esquina de la cumbia, el musical | Fernando                              | Protagonista          | [ 15 ] [ 15 ]    |

### Videoclips
| Año  | Título         | Rol                                                            | Notas                  | Ref.         |
| ---- | -------------- | -------------------------------------------------------------- | ---------------------- | ------------ |
| 2019 | «Beto y Elena» | Luis Alberto Ganoza Ugarte / Luis Alberto Chuquisengo / «Beto» | Participación especial | [ 10 ] [ 9 ] |